# Gouttière neurale

Schéma de la formation de la crête neurale à partir de la plaque neurale.

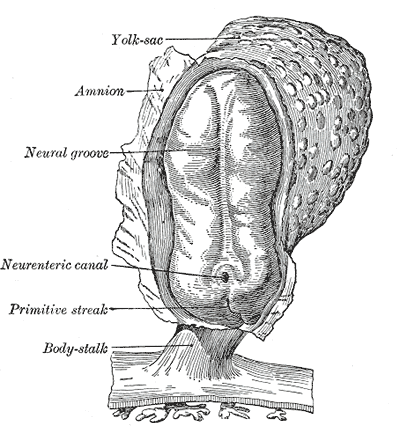
Gouttière neurale (en).

La gouttière neurale est le sillon qui se forme par invagination de la plaque neurale au cours de la neurulation de l'embryon chez les Chordés. Cette invagination soulève les bords de la plaque neurale qui s'épaississent en bourrelets neuraux : ces deux bords du neuroectoderme se rapprochent et s'unissent ensuite jusqu'à former le tube neural.
Elle correspond à l'étape intermédiaire de la neurulation qui comporte 3 stades : plaque neurale, gouttière neurale et tube neural.